# マーリク・ブン・アナス

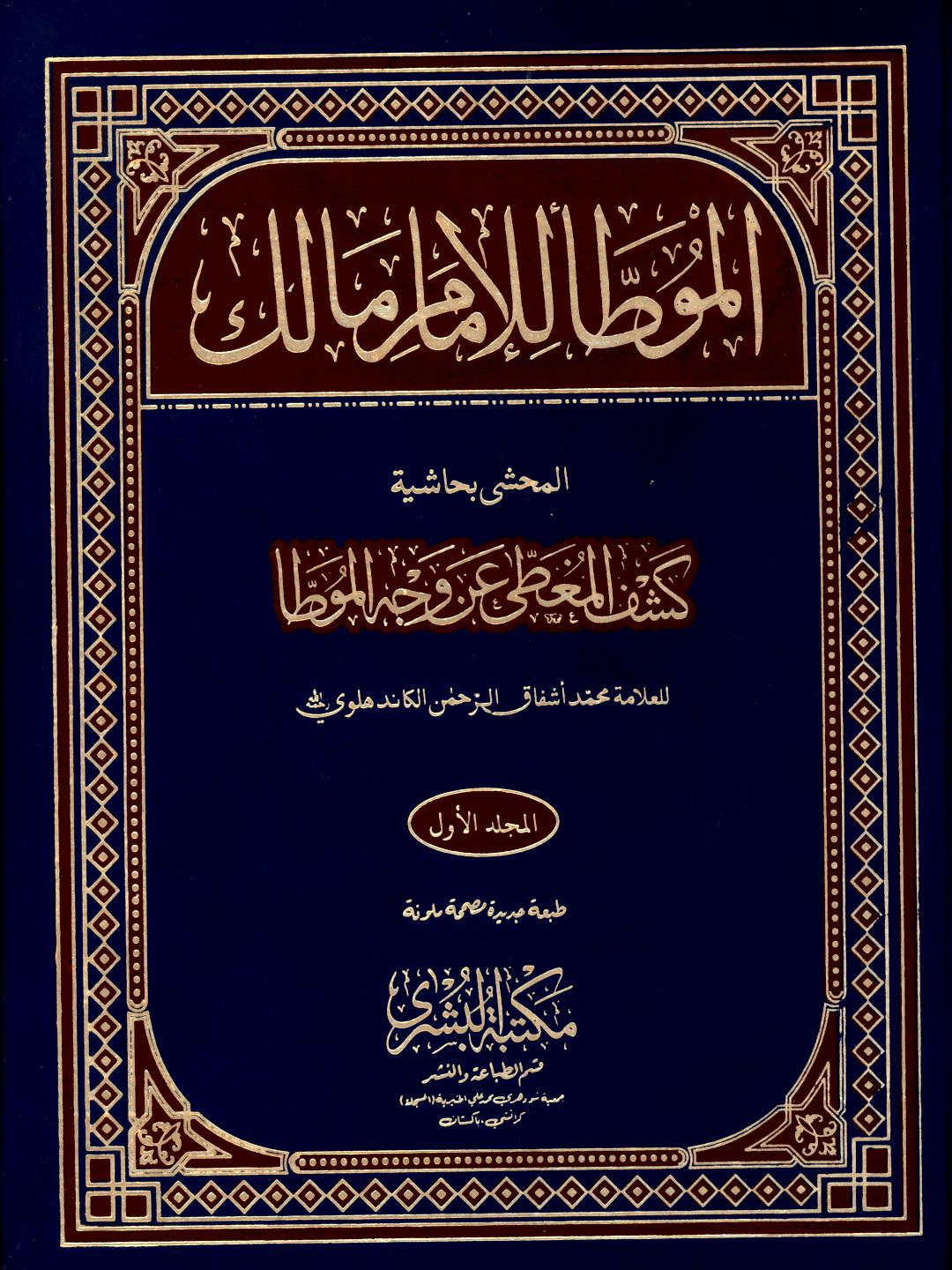
マーリク・ブン・アナスの主著『ムワッター』の刊本の書影。

マーリク・ブン・アナス（Mālik b. Anas, ?-796年）は、8世紀のイスラーム法学者。マーリキー法学派の祖。生涯のほとんどを「預言者の町」マディーナで過ごした。主著『ムワッター』は当時のマディーナの慣習法を提示する。ジャアファル・サーディクと同時代人。

## 生涯
マーリクのより詳細な名前は、アブーアブドゥッラー・マーリク・ブン・アナス・ブン・マーリク・ブン・アビーアーミル・ブン・アムル・ブヌル・ハーリス・ブン・ガイマーン・ブン・フサイン・ブン・アムル・ブヌル・ハーリス，アルアスバヒーという。マーリクは、クライシュ族のひとりタイム・ブン・ムッラを始祖とするタイム部族の一家系、フマイル（Ḫumayr）家に属する。マーリクの父も祖父も、法規範に詳しい知識人であった。
生誕年は不明であり、史料が推定する生誕年にはヒジュラ暦90年から97年の間（708年-716年）と、開きがある。どのような教育を受けたかについてもよくわかっていない。比較的後年の史料に出てくる話ではあるが、メッカで「ラアイ（raˀy）のラビーア」という異名のあったラビーア・ブン・ファッルフ（Rabīˀa b. Farruḵ）にフィクフ（fiqh は後年「法学」を意味することとなるが、8世紀のこの時点ではいまだ学として確立するに至っていないため、ここでは「預言者を通して示された神の命令を理解すること」という fiqh 本来の意味。）を学んだという話は、ありうることである。なお、後の史料になればなるほど、マーリクが学んだとされる師匠の数が増加する。
マーリクは生涯のほとんどをマディーナで過ごしたようである。史料により正確な時期を特定できる出来事としては、762年にヒジャーズ地方でアリーの一族の支持者が起こした蜂起にマーリクが巻き込まれたという事件がある。その前年761年に、ハサン裔のアブドゥッラーの治めるメッカに反乱の気配を感じ取ったアッバース朝カリフのマンスールが、アブドゥッラーの息子ムハンマドとイブラーヒームの兄弟を引き渡す仲介をマーリクに命じた。このことから、いくつかの事実が推定される。マーリクは、761年の時点ですでにバグダードにまで知られるほどの名望と威信を得ていた、そして、マーリクがアッバース朝の中央政府に敵意を持っていると考えられてはいなかったということである。
この仲介は成功せず、アブドゥッラーの息子ムハンマドは762年にマディーナで挙兵する。マーリク自身はこの挙兵に関わっておらず家にこもっていたが、預言者モスクで「マンスールに忠誠を誓った者のうち、強制されて誓いを立てた者は、必ずしもこれに拘束されない」というファトワーを出した。これにより反乱に加わりたくても誓約に縛られて加われなかった者たちが、瞬く間に反マンスール勢力に加わった。
反乱は763年に鎮圧され、マーリクは、新しくマディーナの代官に就任したジャアファル・ブン・スライマーンの命令で鞭打ち刑に処せられた。マーリクは刑の執行に起因する肩の脱臼に苦しむが、これによりかえって尊敬を受けるようになった。なお、アブー・ハニーファにも獄中で虐待されたという伝承があるが、マーリクのエピソードを下敷きにして創作された伝承とみられる。
その後のマーリクは、アッバース朝政権と平和な関係を保ったものとみられる。タバリーによると777年にカリフ・マフディーがメッカの聖域の構成を変更する件でマーリクに意見を諮問した。アブー・ヌアイムやスユーティーによると、796年、すなわちマーリクが亡くなった年に、カリフ・ラシードがメッカ巡礼の折にマディーナのマーリクのところを訪問したという。この際、カリフはマーリクの著書『ムワッター』をイスラームの聖典にすると所望して聞かず、マーリク自身がカリフをなんとか説得して諦めさせたという。このエピソードはいささか脚色に過ぎると評価されているが、カリフの訪問自体は歴史的事実であろう。
マーリクは796年にマディーナで病死した。太陽暦換算で85歳前後である。バキー墓地に埋葬され、葬列は当時のマディーナの代官アブドゥッラー・ブン・ザイナブ（Abd Allāh b. Zaynab）が仕切った。後年、埋葬された場所の上にクッバ建築が立ったことが、メッカとマディーナを訪れた巡礼旅行者の旅行記（リフラ）により確認できる。
信心深い人たちの中には、ティルミズィーが収録したハディースのひとつを、後世におけるアブー・ハニーファ、マーリク、シャーフィイーの登場を預言者ムハンマドが予言していると解釈する者もいる。マーリクを崇敬する派の宗教書ではマーリクが母の胎内で3年を過ごしたというエピソードが書かれる場合がある。マーリクに批判的な派の宗教書ではマーリクが若い頃は歌手になろうとしていたけれども母親におまえは顔が不細工だからやめておけと言われてフィクフを研究することになったというエピソードが書かれる場合がある。マーリクと若き日のシャーフィイーが出会う話も宗教書には好んで取り上げられるエピソードであるが、歴史的事実であるという保証は与えられていない。

## 著作
マーリクの『ムワッター』は現在に伝わった法学書の中で最古のイスラーム法学書である（ザイド・ブン・アリーの法学書が最古とする説もある）。『ムワッター』の伝承の過程で学派（マズハブ）が発生し、「マーリク法学派」（マーリキーヤ）と呼ばれるようになった。
『ムワッター』が目的とするところは、法と正義、宗教儀礼と宗教実践の全体を通観することにある。『ムワッター』で概説されている規範や実践は、8世紀当時のマディーナで普通に行われていた慣行（スンナ）に基づくものであるか、イスラーム教信者の共同体の合意（イジュマー）に基づくものである。さらに、慣行と合意のいずれによっても解決できない問題に対処するための理論的基準を創造することも目的としている。
アッバース朝初期においてはごく基本的な問題についても人によって見解の相違が大きく、人々の間の潤滑油として機能するような法的規範が求められていた。マーリクはヒジャーズ地方で実践されていることを示し、マディーナの慣習法を成文化し、体系化することによって、こうした社会的関心にこたえようとした。その意味で、マーリク自身にとって、伝統は目的ではなく手段であった。なお、当時、慣習と合意を書き残すことによって、こうした社会的関心にこたえようとした知識人はマーリクのほかにもおり、たとえばマージャシューン（al-Mājašūn, 781年歿）といった人が挙げられる。しかし、『ムワッター』以外に写本が伝世した例はない。その理由は、論争のあるポイントにおいて、『ムワッター』がつねに中庸的な視点を提供しているからと考えられている。
マーリク自身は『ムワッター』の正しい本文（definitive text）にあたるものを残しておらず、内容は弟子たちによる口頭の伝承による。その後、筆伝されるようになった。トータルで15種の異本があったようであるが、現代に伝世したのはそのうちの2種のみである。
マーリクには『ムワッター』以外の著作もあったとされることがあるが、いずれも疑わしい。10世紀末の『フィフリスト』には著者をマーリクに帰す、いくつかの書名が挙がっているが、この時点ですでに真正性に疑問が呈されている。ただし、これらの書物の実際の著者の中には、マーリクに直接師事した弟子がいる可能性はある。
『ムワッター』以外にマーリクの思想が記載された文献としては、サフヌーン（Saḫnūn, 854年歿）の al-Mudawwana al-kubrā と、タバリーの Kitāb Iḵtilāf al-fuqahāˀ がある。前者には、サフヌーンの疑問にマーリキー派の法学者のイブン・カースィム（Ibn Qāsim）が答えるかたちで、師マーリクの個人的見解（ラアイ）が引用されている。このラアイはイブン・ワフブ（Ibn Wahb, 『ムワッター』の校訂者）が伝承するものと同じである。後者には聖典クルアーンの法的な内容を述べる章句に対するマーリクの注釈が記載されており、これら注釈はイブン・ワフブ校訂の『ムワッター』を経由して伝わるマーリクの注釈の内容と同じである。

## イスラーム法学の歴史におけるマーリク
イスラーム法学（≒フィクフ）の発展の歴史における、マーリクの歴史的位相について紹介する。時間軸で捉えると、マーリクが『ムワッター』で述べていることは、ときどきの状況に応じて理由付けが行われたものであり、法源のすべてをクルアーンかハディースに求めるという後代のイスラーム法学の類型には当てはまらない。『ムワッター』は、イスラームの法的思想が「イスラーム法学」になる前の段階を示している。伝承の追究が厳格さを増し、ある側面では硬直化して「ハディース学」が成立するのはマーリクより後の時代のことである。
空間軸で捉えると、マーリクが『ムワッター』で述べていることは、成立期のムスリムの共同体が遵守しようとしたマディーナの慣習法である。この慣習法は原始的なものではなく、交易を主たる生業としたコミュニティの高度な要請に応じて発展してきたものである。さらに、ひとつの町のみならずアラブ的慣習法の代表例でもある。
タバリー、サムアーニー、ナワウィーによると、マーリクは後世の人々に高い評価を受けているが、その理由はマーリクが神意の探究に勤しんだからではなく、彼がハディースの真正性を厳しく見極めたからであった。『ムワッター』では、法的判断について伝承されていることよりも、その当時のマディーナで間違いなく実践されている判断（アマル ˀamal）を提示することのほうが優先される。シャーフィイーはマディーナのウラマーのうち特にマーリクだけを高く評価しているが、これは偽ハディースを鵜呑みにしない、マーリクの厳格な態度による。
『ムワッター』でマーリクの個人的見解（ラアイ）が示されるのは、伝承（ハディース）も合意（イジュマー）も存在しない事案についてだけである。しかしこの、ある意味「寛大」な面が後の世代の法学者には残念がられる結果になった。イブン・ハッリカーンは、亡くなる直前のマーリクが過去にラアイを下したことを悔悟したとする反ラアイ派による伝承を伝えている。